# Kuno I. von Münzenberg
Kuno I. von Münzenberg († 1207) war ein führender Reichsministerialer im Dienste der staufischen Kaiser und Könige. 

## Familie
Kuno I. war ein Sohn Konrads II. von Hagen-Arnsburg und dessen Gemahlin Luitgart von Bickenbach. Er war der Begründer der Familie Hagen-Münzenberg und hatte mindestens zwei Söhne:
- Kuno II. ⚭ Elisabeth von Hohenberg, die in erster Ehe mit Johannes von Praunheim, 1207–1216 Schultheiß von Frankfurt am Main, vermählt war.[1]
- Ulrich I.
- Liutgard, verheiratet mit Wolfram I. von Praunheim, Schultheiß von Frankfurt am Main, wird als seine Tochter vermutet.[2]

Kuno I. von Münzenberg starb 1207. Er ist mit Schwert und Schild auf einem Brakteaten vor seiner Stammburg abgebildet. Auch wird vermutet, dass er auf Wetterauer Münzen neben Kaiser Heinrich VI. abgebildet ist.

## Hausmacht
Wohl vor 1156 wurde unter Kuno I. – wohl mit kaiserlicher Bestätigung – die Burg Münzenberg errichtet, nach der sich das Geschlecht ab 1156 nannte. Zugunsten der Burg Münzenberg gab er die Burg Arnsburg auf und stiftete sie im Jahr 1174 den Zisterziensern, die benachbart das Kloster Arnsburg errichteten.
In einer am 29. März 1193 in Speyer ausgestellten Urkunde schenkte Heinrich VI. wegen seiner Ergebenheit und Treue dem von Kuno 1190 in Sassenhusen prope Franchenfurt zu Ehren der glorreichen Mutter Gottes errichteten Hospital das königliche Allodialgut am Frauenwege, den Sandhof. Es handelt sich um die älteste urkundliche Erwähnung Sachsenhausens. Das Sachsenhäuser Hospital übergab Kuno I. in seinen letzten Lebensjahren dem Deutschen Orden.
1194 erhielt er als Belohnung von Kaiser Heinrich VI. die Hälfte der Münze zu Frankfurt. Vermutlich in Münzenberg selbst ließ er Brakteaten prägen, die als Zeichen des Prägeherren einen Minzstengel zeigen. Eine offizielle Verleihung des Münzrechtes ist jedoch nicht nachweisbar.

## Politische Bedeutung
Kuno I. ist der am häufigsten in Urkunden des Kaisers Heinrich VI. auftauchende Zeuge und einer der bedeutendsten Vertreter des Hauses Hagen-Münzenberg. Allgemein wird aus dem häufigen Aufenthalt Kunos am Hof und den Formulierungen der Gunstbezeugungen des Kaisers auf ein sehr enges Verhältnis der beiden zueinander geschlossen.
Ab 1162 ist Kuno als Reichskämmerer nachweisbar. In den 1180er Jahren wird er häufig in den Urkunden Kaiser Friedrichs I. genannt. Dessen Sohn, Heinrich VI., begleitete er jahrelang beinahe durchgängig auf seinen Reisen im Reich, u. a. bei den Verhandlungen zwischen Heinrich VI. und Heinrich dem Löwen.
Das gilt für die Zeit von Februar bis September 1191, von Ende 1191 bis März 1192 und er hielt sich wohl auch auf den Hoftagen in Worms zu Anfang des Jahres und im August 1192 auf. Im Herbst folgte er dem Kaiser ins Bistum Lüttich und nach Thüringen. Kunos Söhne waren zu dieser Zeit ebenfalls am Hof anwesend.
Auch im Jahr 1194 zählte Kuno zur Begleitung des Kaisers, während dieser mit der Fürstenopposition Gespräche führte und über die Auslieferung von Richard Löwenherz verhandelte. Erst im Februar und März 1194 verließ er den Hof für kurze Zeit. Bald darauf zog er mit Heinrich VI. nach Italien, wo er in wenigen Fällen in Urkunden in Erscheinung tritt, so im Februar 1195 in Catanzaro und im Sommer auf dem Rückweg nach Deutschland.
Dort scheint er sich für einige Zeit mit eigenen Angelegenheiten befasst zu haben. Ab Dezember 1195 in Worms bis Sommer 1196 in Besançon begleitete er erneut Heinrich VI. Eine Streitigkeit mit Heinrich über die Einkünfte der Vogtei Nierstein legte Heinrich auf gütliche Weise bei. Einer von Kunos Söhnen zog mit dem Kaiser nach Italien. 
Im staufisch-welfischen Thronstreit unterstützte Kuno den Bruder Heinrichs, Philipp von Schwaben. Anfang 1199 verwüstete er, wie die Kölner Königschronik berichtet, in Hessen Besitzungen des Landgrafen Hermann von Thüringen, eines Gegners von Philipp. Dieser wurde hierdurch an einem Zug zur Unterstützung Ottos IV. abgehalten. Im Mai 1199 war er auf Philipps Hoftag in Speyer anwesend. Im Sommer desselben Jahres kämpfte er wieder gegen Feinde Philipps im mittelrheinischen Gebiet.